# スモレンスク州

スモレンスク州
ロシア語: Смоленская область

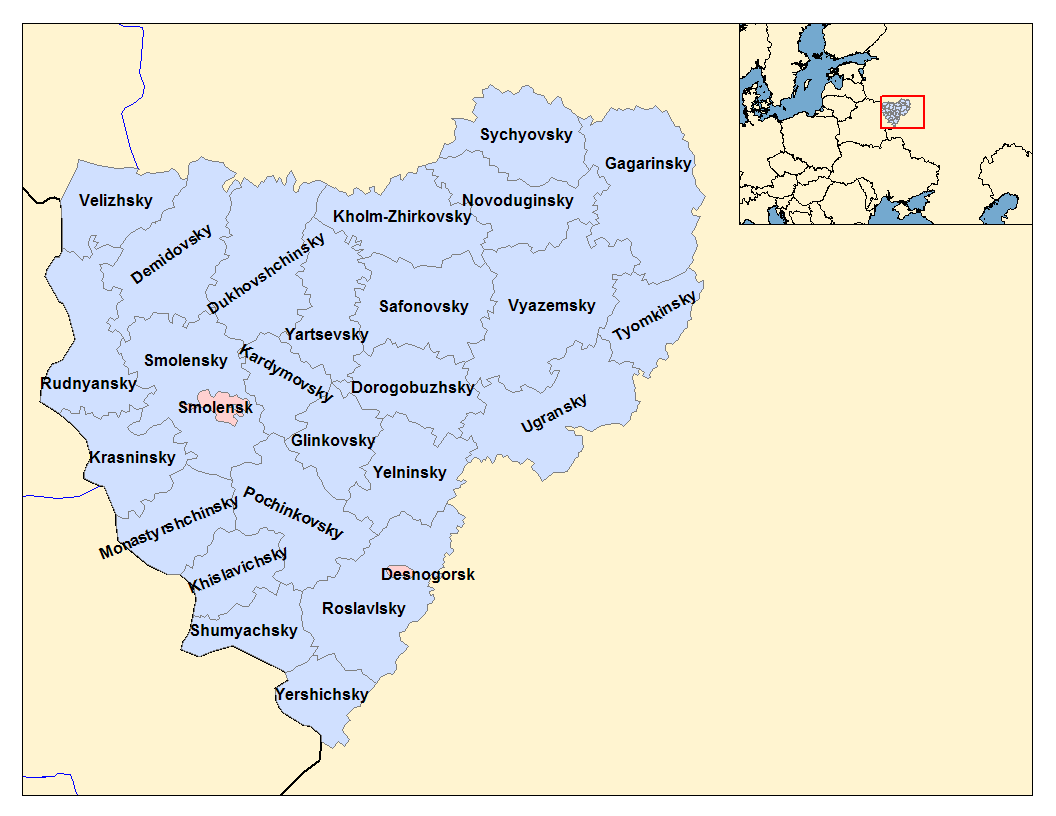
スモレンスク州の行政区分

スモレンスク州（スモレンスクしゅう、ロシア語: Смоленская область）は、ロシア連邦、中央連邦管区を構成する州（オーブラスチ）のひとつ。モスクワ州の西に接し、西側の州境はベラルーシとの国境になっている。州都はスモレンスク。

## 地理・気候
- 東ヨーロッパ平原の東部に位置し、基本的には平坦である。
- 内陸性気候で、夏は比較的気温が上がるが、冬の寒さは厳しい。
- 北西部のスモレンスク湖沼群国立公園（英語版）に35の氷河湖およびモレーンなどの氷河地形があり、その周辺にはボグ、湿地およびタイガなどの原生林の針葉樹林と広葉樹林が分布する。樹種はモミ属、トウヒ属が多く、一帯に2,000種以上の無脊椎動物、37種の魚類とヤツメウナギおよび234種の鳥類が生息している。2002年にユネスコの生物圏保護区に指定された[1]。
- 首都のスモレンスクが州内最大の都市である。他の都市としては、東部のヴィヤジマなどがある。

## 歴史
- 2023年6月2日 - 州知事代行はウクライナからドローン2機による攻撃を受けたことを発表。エネルギー施設が攻撃を受けたが死傷者や重大な被害は無いとした[2]。

## 主な都市
- 州都：スモレンスク
- 直轄市：デスノゴルスク
- ヴェリジ地区：ヴェリジ
- デミドフ地区：デミドフ
- ドゥホフシチーナ地区：ドゥホフシチーナ
- ホルム＝ジルコフスキー地区
- ノヴォドゥギノ地区
- スィチョーフカ地区：スィチョーフカ
- ガガーリン地区：ガガーリン
- ルドニャ地区：ルドニャ
- スモレンスク地区
- カルドゥイモヴォ地区
- ヤールツェヴォ地区：ヤールツェヴォ
- サフォノヴォ地区：サフォノヴォ
- ヴャジマ地区：ヴャジマ
- チョームキノ地区
- ドロゴブージ地区：ドロゴブージ
- ウグラー地区
- クラースヌイ地区
- モナストゥイルシチナ地区
- ポチノク地区：ポチノク
- グリンカ地区
- エリニャ地区：エリニャ
- ヒスラヴィチ地区
- シュミャーチ地区
- ロスラヴリ地区：ロスラヴリ
- イェールシチ地区

## 標準時
この地域は、モスクワ時間帯の標準時を使用している。時差はUTC+3時間で、夏時間はない。（2011年3月までは標準時がUTC+3、夏時間がUTC+4、同年3月から2014年10月までは通年UTC+4であった）